# Peso Coquimbo
El peso Coquimbo es una moneda de plata de valor facial de un peso u ocho reales, que fue acuñada en 1828 por la Casa de Moneda de Coquimbo, con sede en La Serena, Chile. Las monedas producidas fueron enviadas a la Casa de Moneda de Santiago para su aprobación, pero fueron rechazadas y ordenadas refundir, por lo que nunca circularon.
Al ser las únicas monedas acuñadas fuera de Santiago autorizadas por el gobierno, y debido a su rareza y escasez por su limitado tiraje, el peso Coquimbo es considerado por los coleccionistas como una de las monedas chilenas más valiosas.

## Antecedentes
En la provincia de Coquimbo existían grandes yacimientos de plata, y sus dueños gastaban grandes sumas de dinero para trasladar este metal a la Casa de Moneda de Santiago donde era acuñado. Esto hizo que el gobierno autorizara la creación de la Casa de Moneda de Coquimbo, con sede en La Serena, bajo los reglamentos de la ceca de Santiago. Las maquinarias de la ceca se instalaron en el claustro de la Iglesia de San Francisco.

## Diseño
El peso Coquimbo llevaba el mismo diseño que el peso Independiente acuñado en Santiago, que fue definido por el bando de Hilarión de la Quintana el 9 de junio de 1817, salvo algunas diferencias. El tipo de las montañas, el humo del volcán que se inclinaba a la izquierda y la corona de laureles diferían con las piezas santiaguinas, además de la inclusión de la inscripción coquimbo en reemplazo de santiago, para realzar el lugar de acuñación, en la parte inferior del volcán.

## Producción
Las primeras acuñaciones se ejecutaron en 1828, las que fueron enviadas a Santiago para su evaluación. El peso Coquimbo no alcanzó los estándares requeridos por la ceca santiaguina, por lo que se ordenó su inmediata refundición.
En 1830 el Congreso de Plenipotenciarios ordenó cerrar la ceca de Coquimbo.